# Suizen-ji Jōju-en

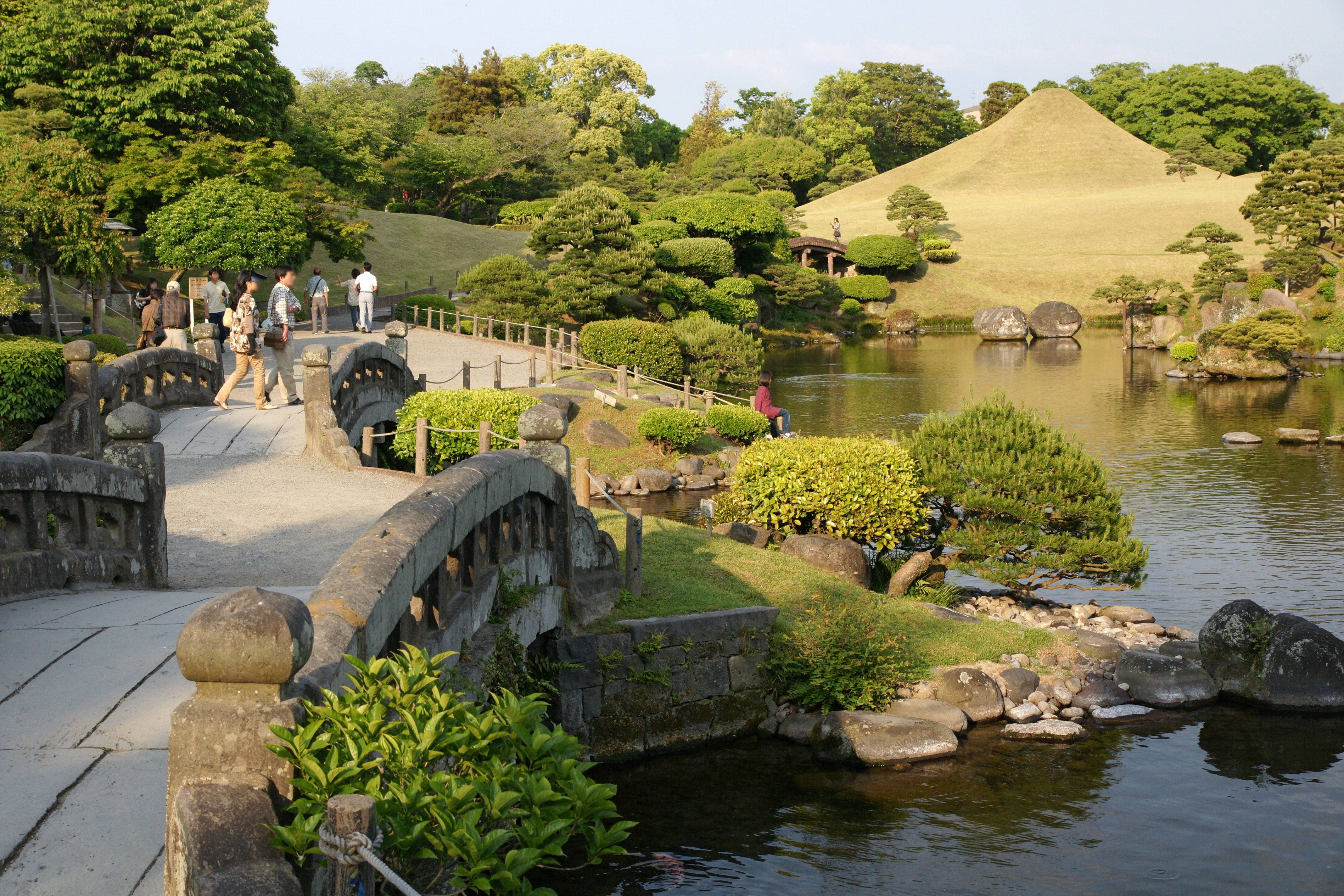
Suizen-ji Jōju-en.

Suizen-ji Jōju-en (水前寺成趣園) est un jardin japonais de style tsukiyama situé à l'intérieur du (parc Suizen-ji (水前寺公園, Suizen-ji Kōen), préfecture de Kumamoto au Japon. Le tsukiyama principal est une reproduction du mont Fuji. Hosokawa Tadatoshi a commencé la construction du jardin en 1636 afin d'en faire un lieu de retraite où prendre le thé. Le parc, qui tient son nom d'un temple bouddhiste disparu appelé Suizen-ji, abrite à présent un sanctuaire Izumi où sont vénérés les membres de la famille Hosokawa, ainsi qu'un Nōgaku-dō, un théâtre nō. Hosokawa choisit ce site en raison de son étang alimenté par une source dont l'eau pure était excellente pour le thé. La maison de thé au toit de chaume Kokin-Denju-no-Ma se trouvait à l'origine au palais impérial de Kyoto puis a été transférée au Jōju-en en 1912 et les jardins ont été déclarés « site historique à la beauté pittoresque ». 

## Parc Suizenji
Suizenji Kōen est un lieu intéressant et très fréquenté, avec des paysages miniatures, un temple et de petits lacs contenant de gros koi (carpes) multicolores. Le site, accessible en tram, est peu éloigné de la ville.

## Galerie d'images

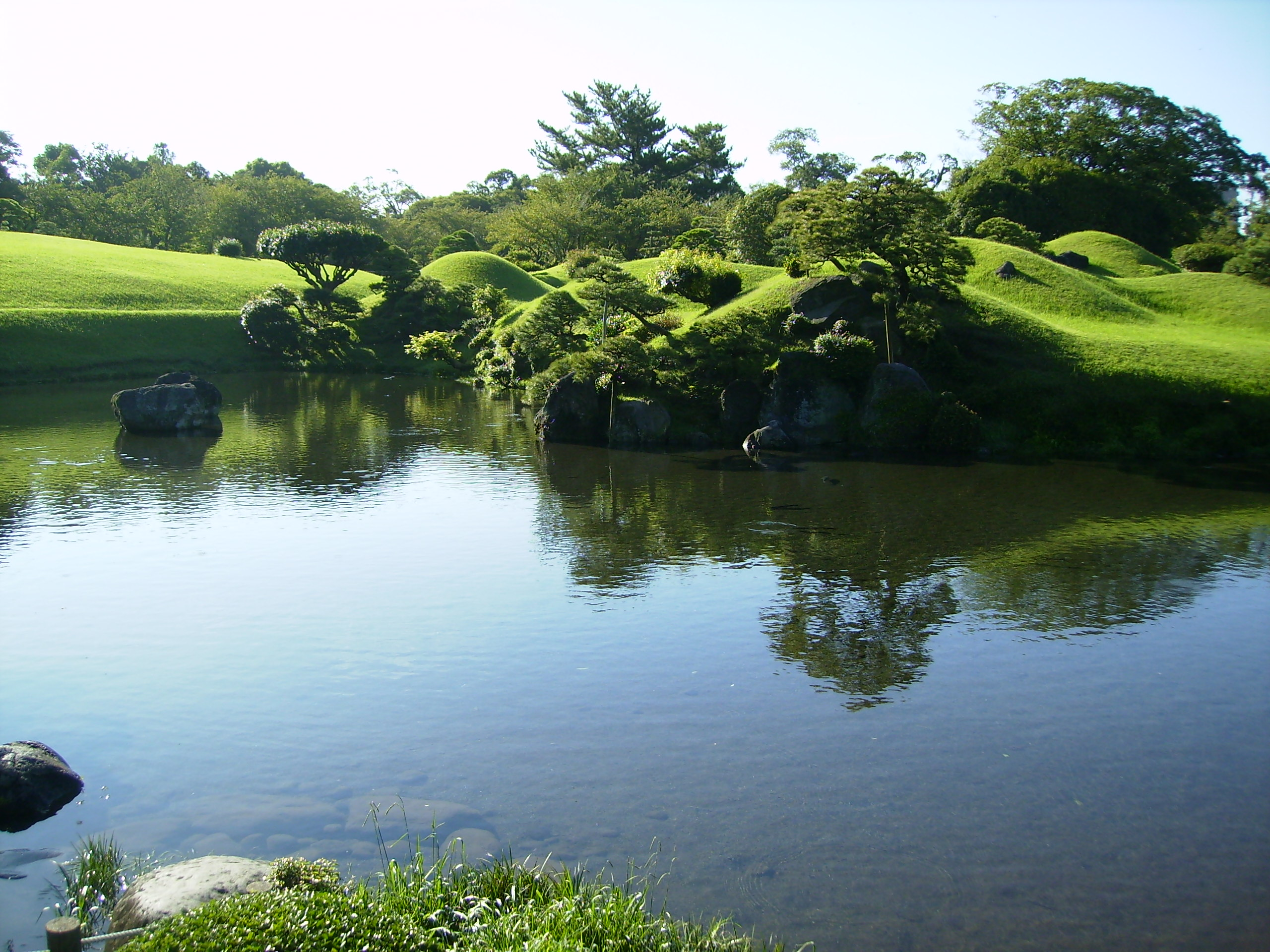
L'étang.
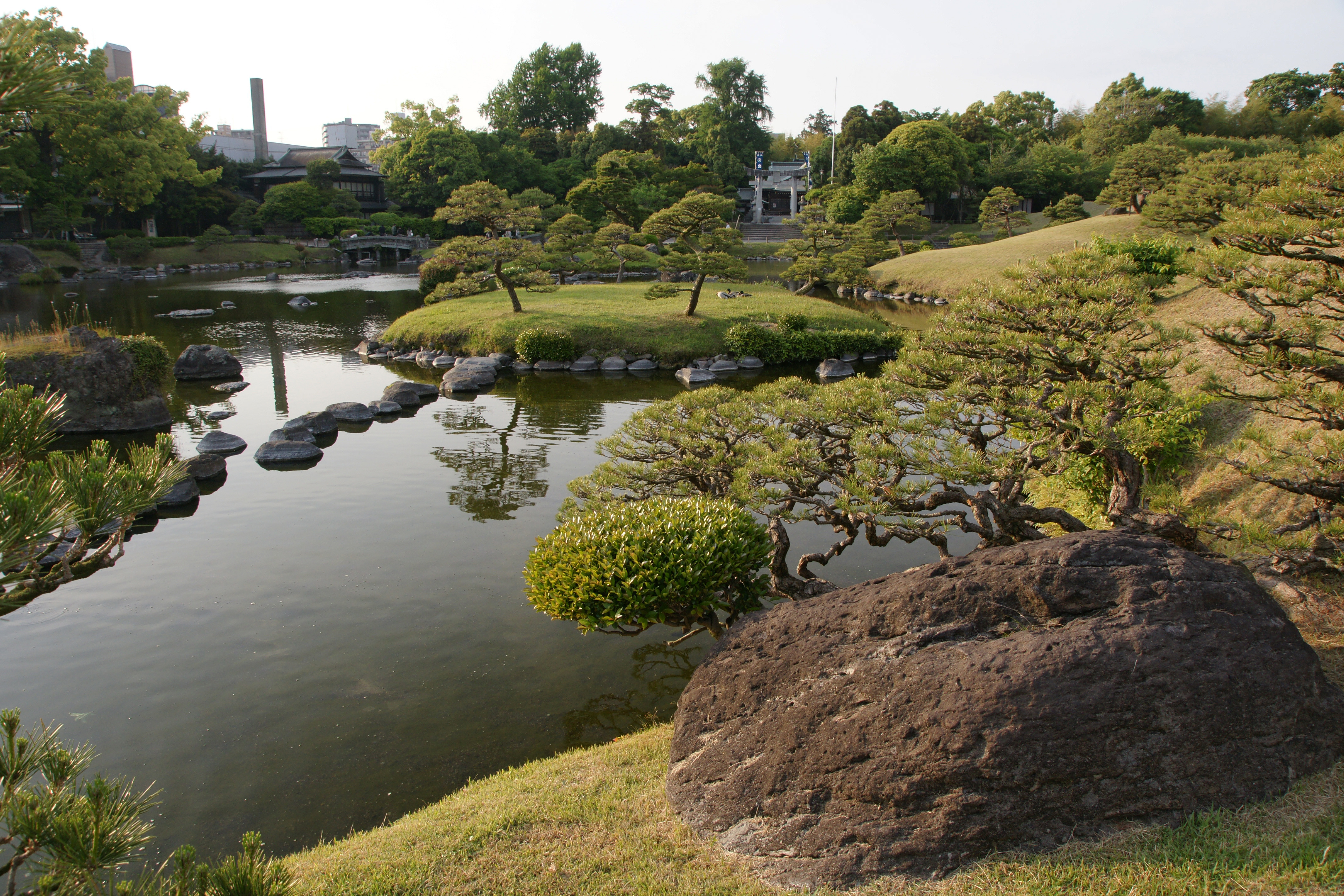
L'étang.
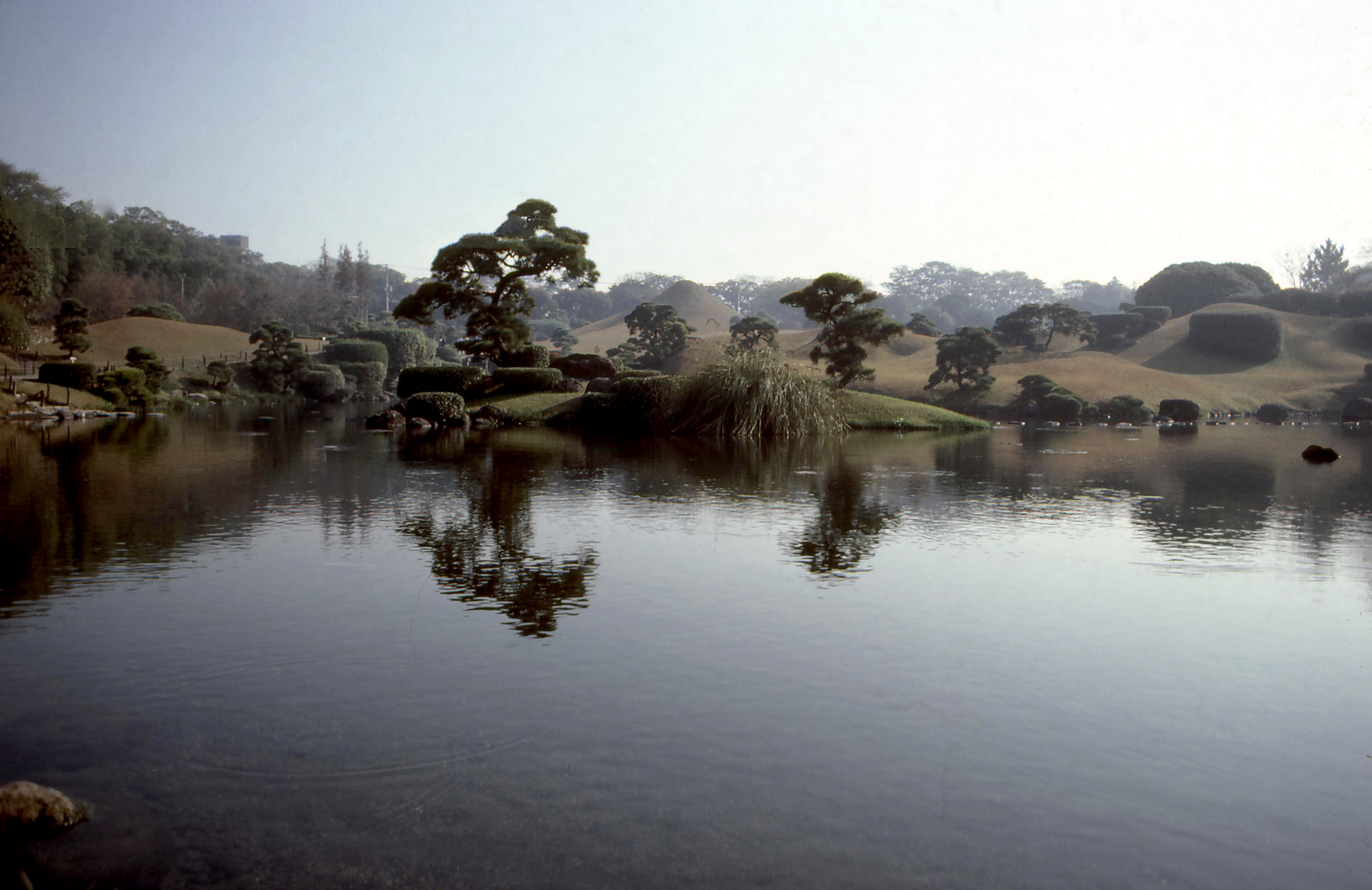
L'étang, en 1978.
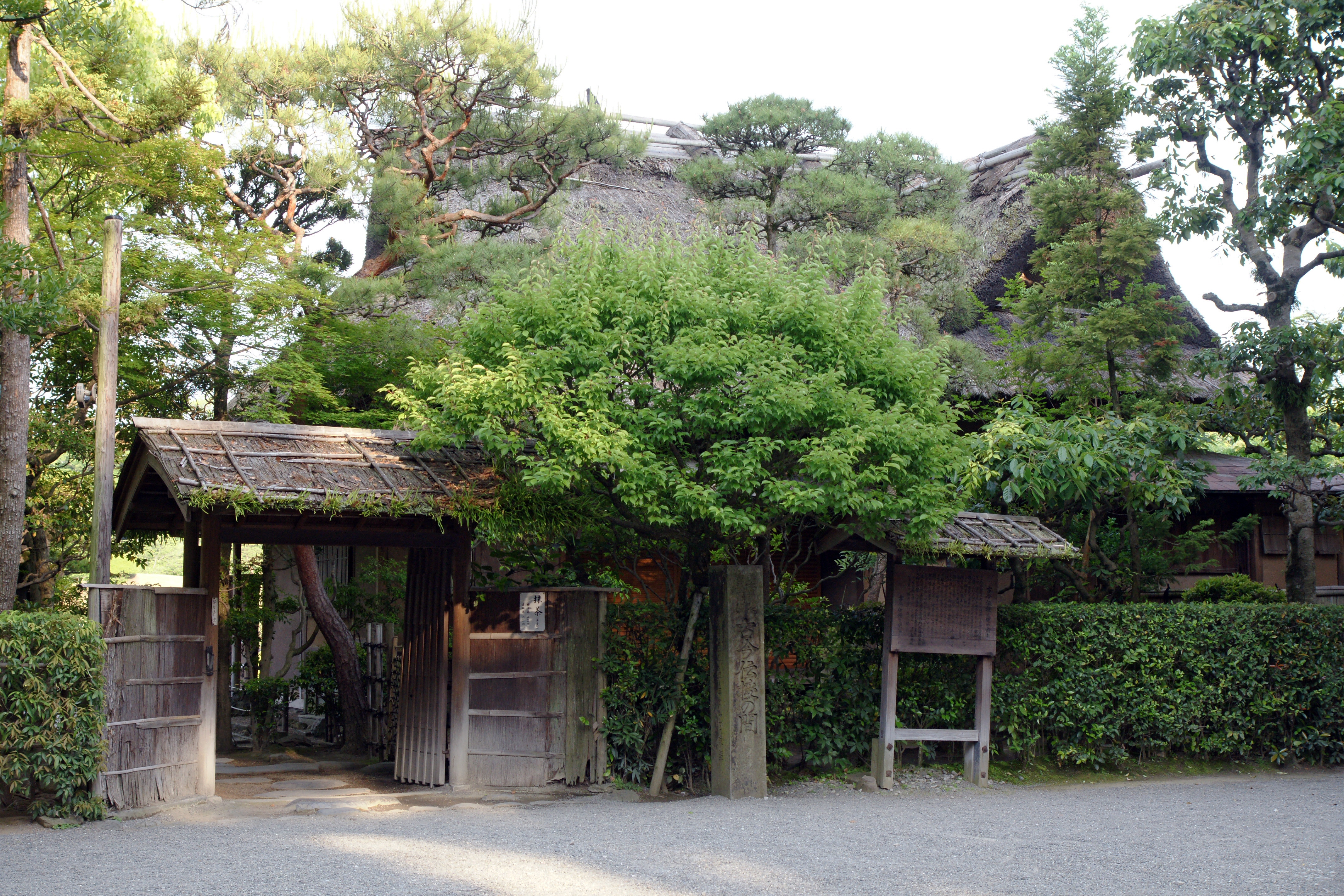
La maison de thé Kokin-Denju-no-Ma.
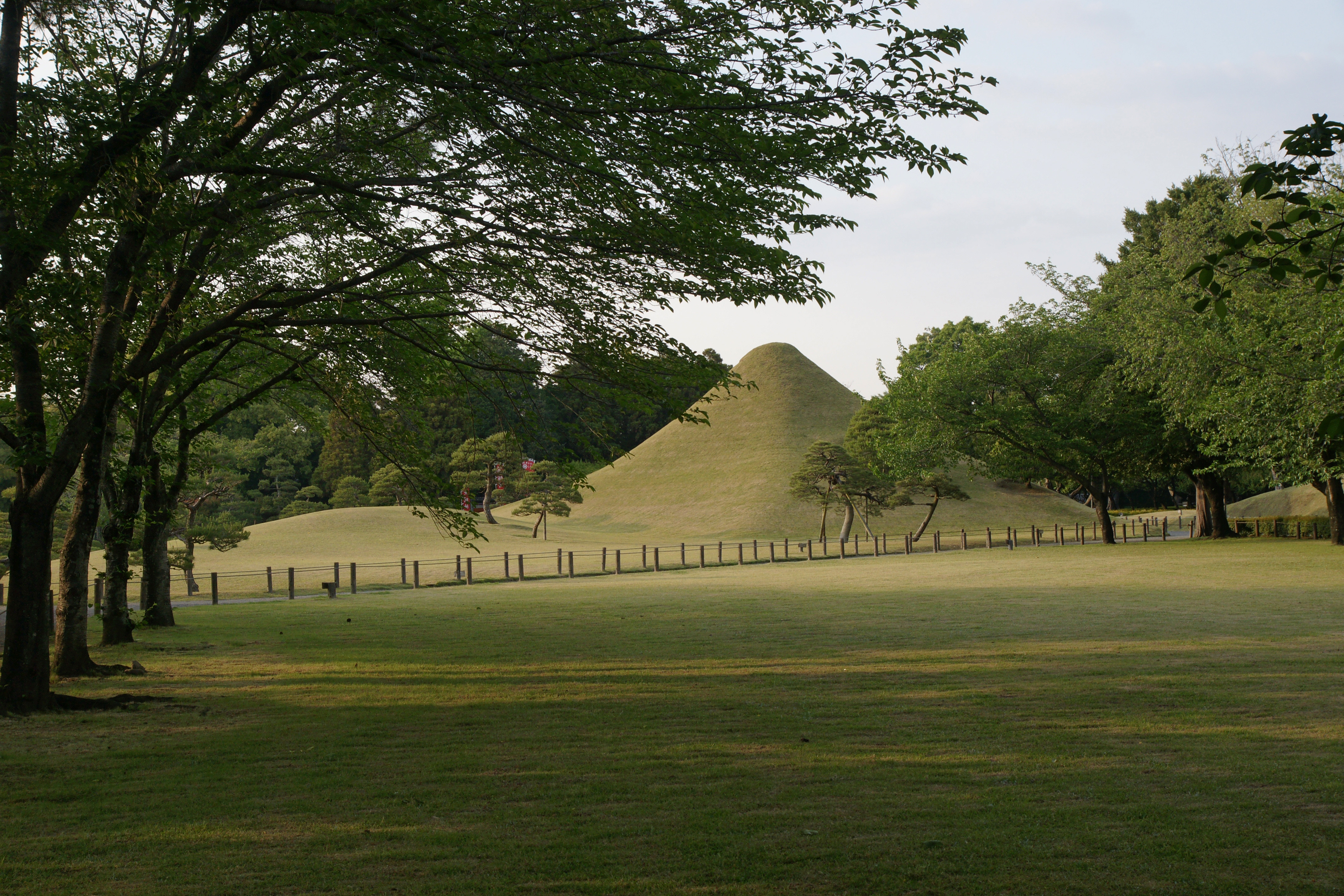
Le terrain de yabusame (tir à l'arc à dos de cheval).
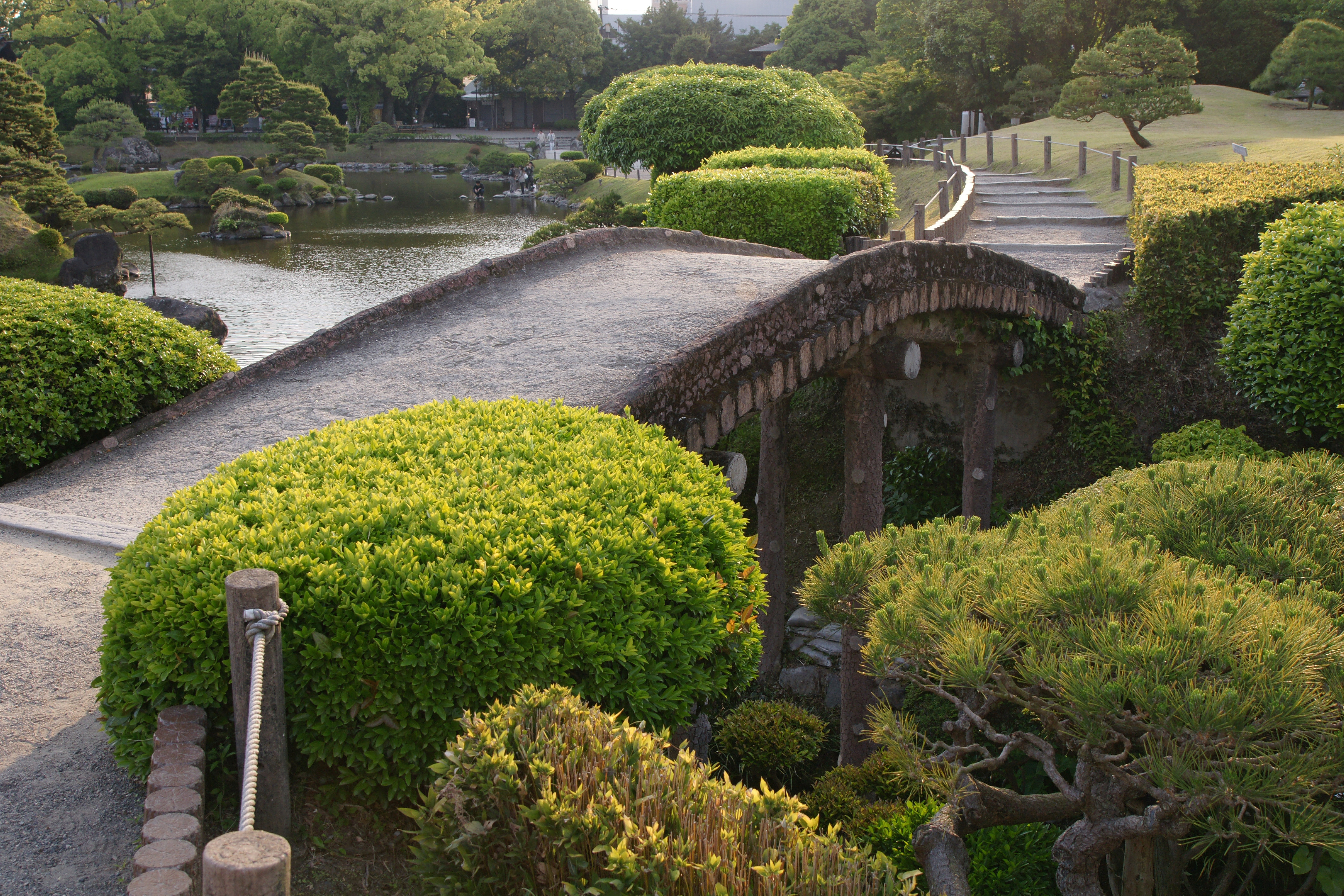
Un pont voûté.
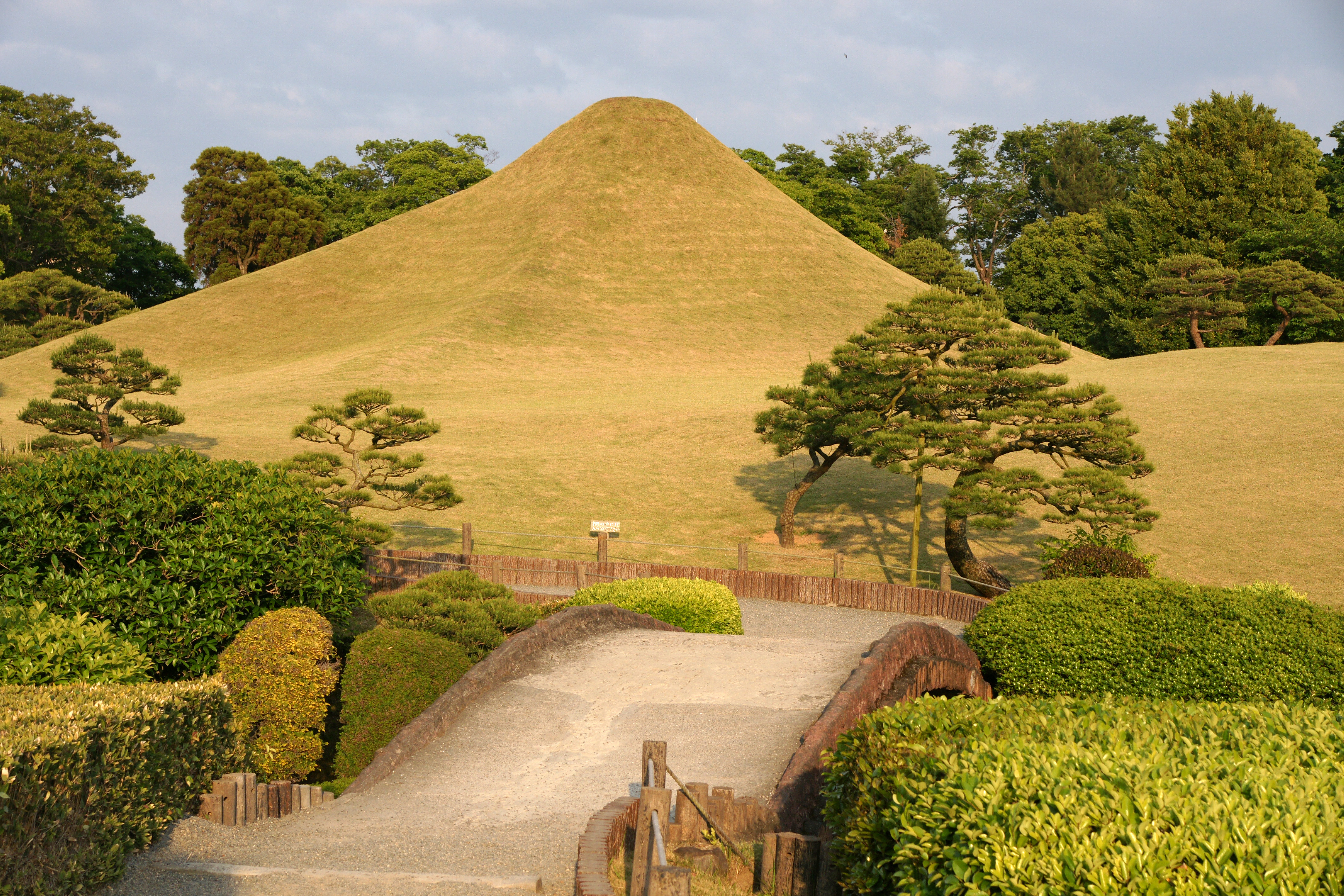
Réplique du mont Fuji.
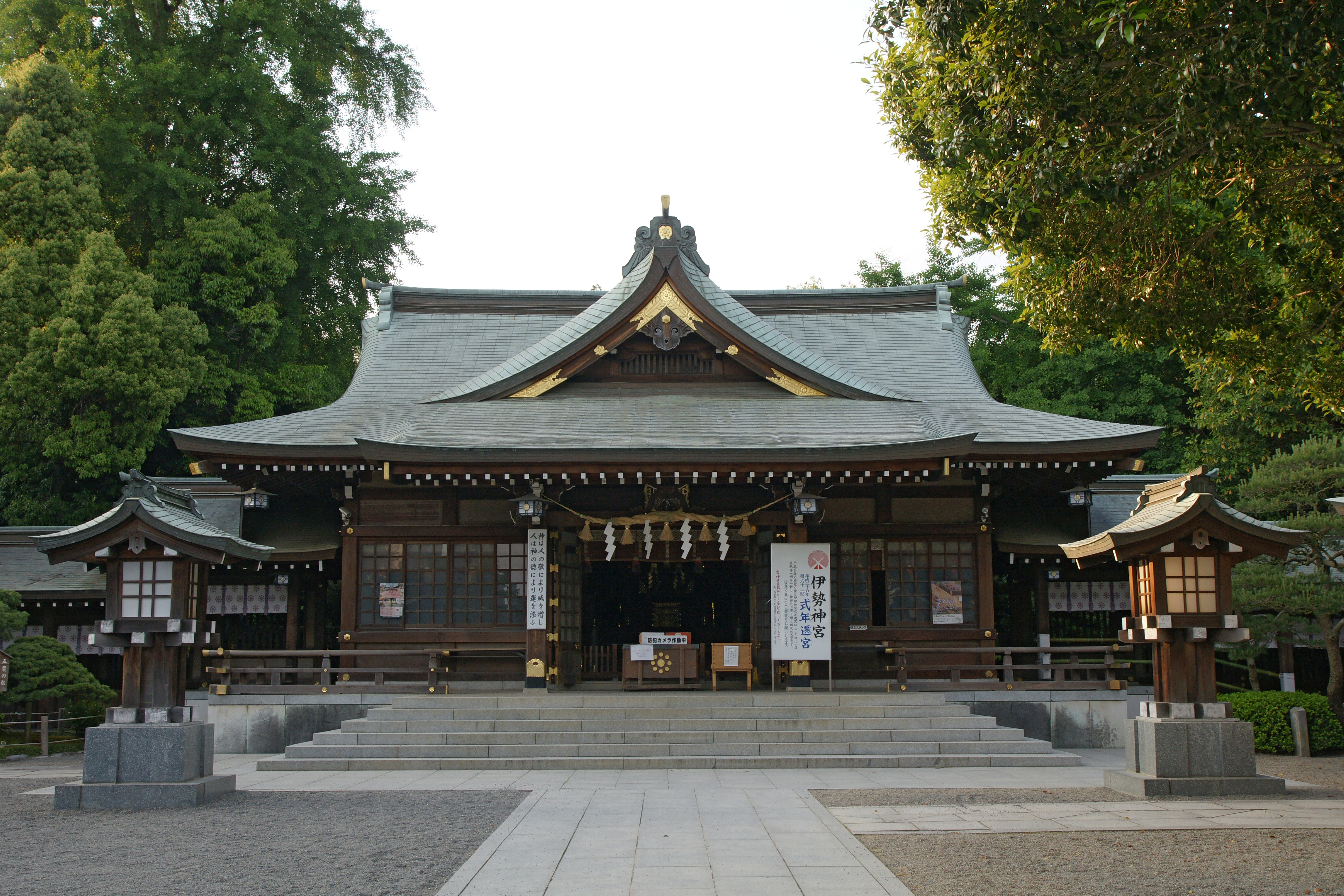
Le sanctuaire Izumi.
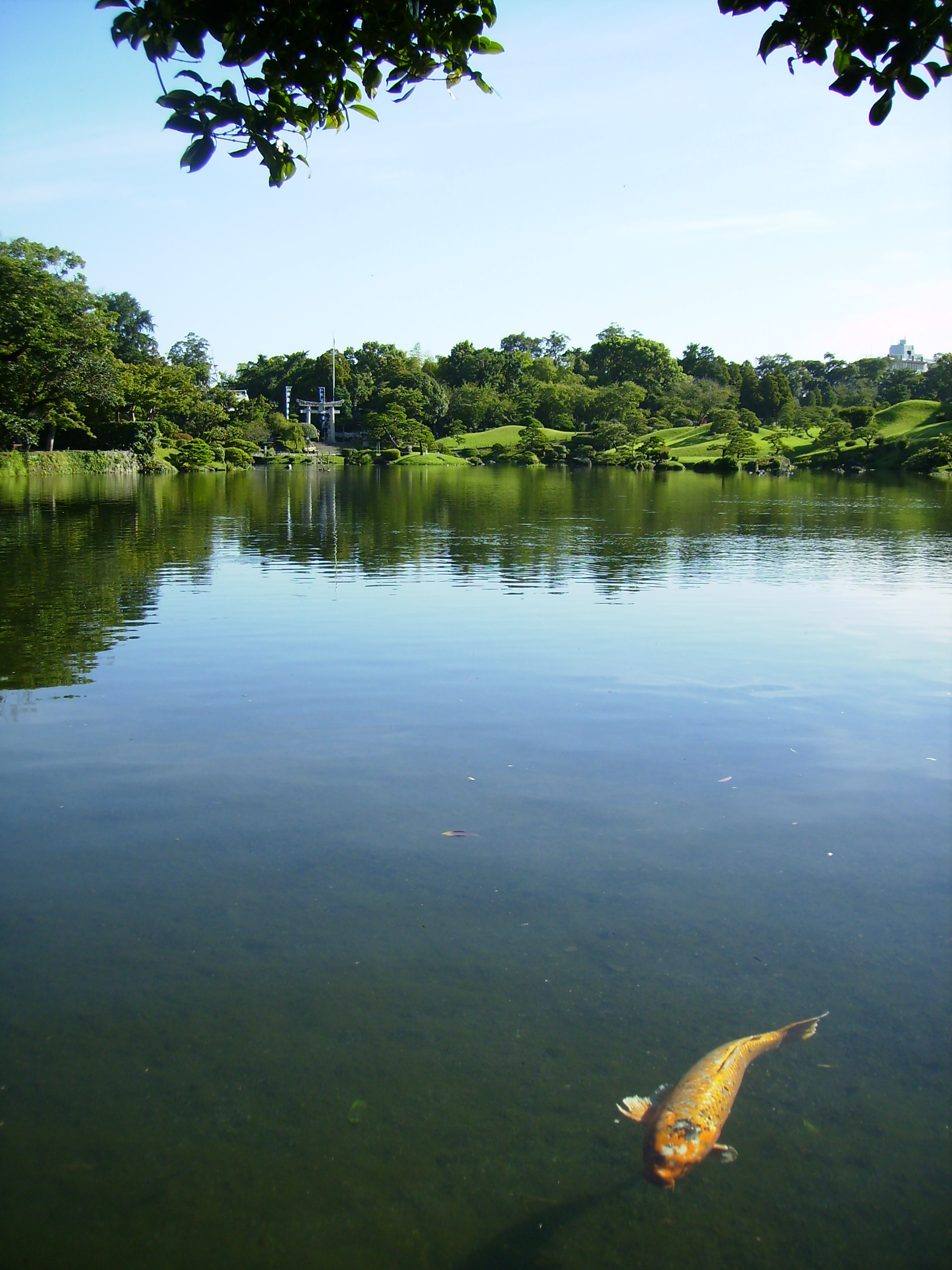
Une grosse carpe dans le parc.
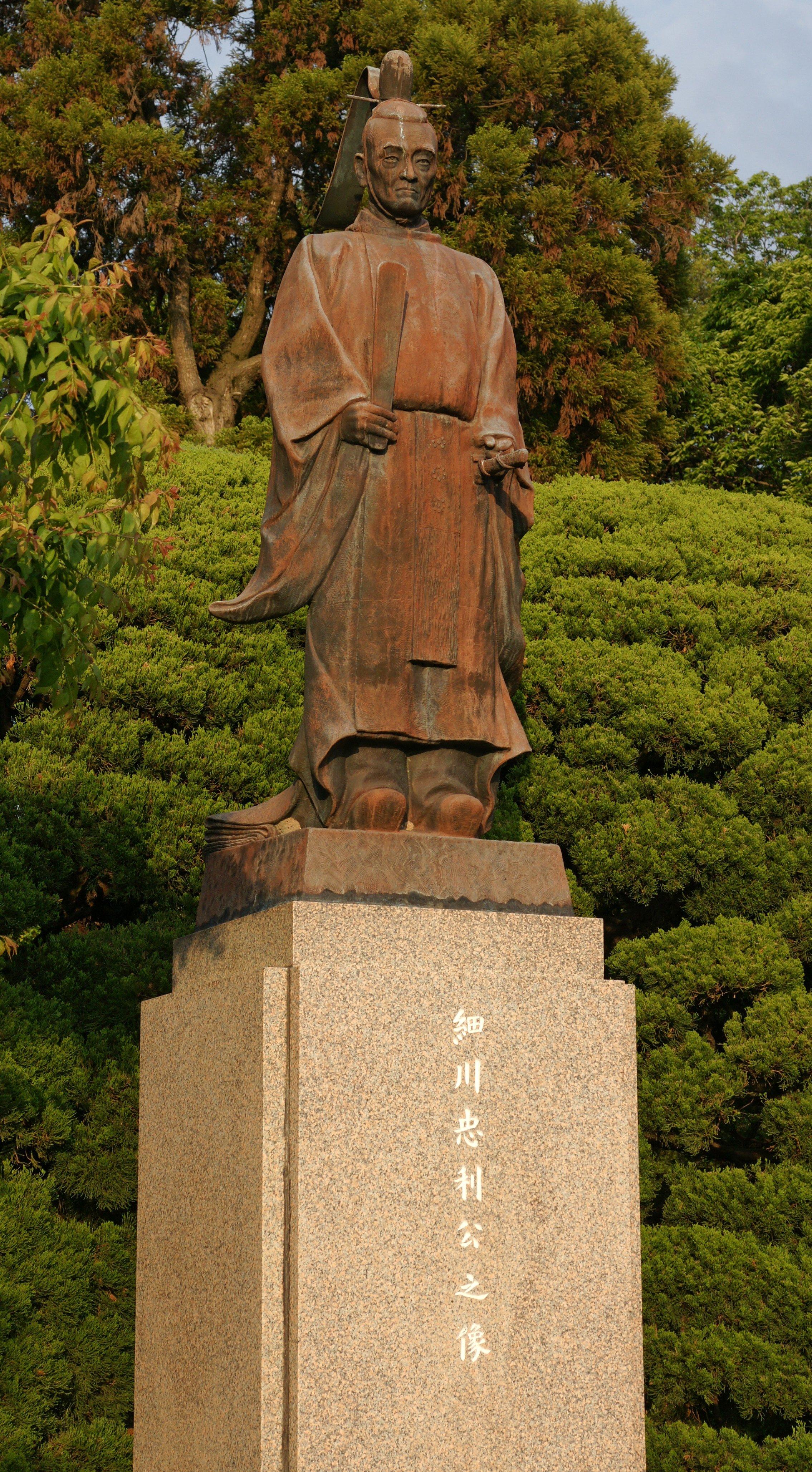
Statue de Hosokawa Tadatoshi.